# Saccorhytus coronarius
Saccorhytus coronarius è una specie di microrganismo marino vissuto 540 milioni di anni fa, agli inizi del Cambriano, forse appartenente ai protostomi. In passato era stato classificato come un primitivo deuterostomio, venendo ritenuto pertanto il progenitore di un elevato numero di specie, incluso l'uomo. L'appartenenza ai deuterostomi è stata tuttavia messa in dubbio da alcuni studiosi.

## Descrizione
Saccorhytus era caratterizzato non solo da un aspetto curioso, ma anche da una fisiologia singolare. Disponeva, infatti, di una grande bocca costellata di escrescenze simili a denti, probabilmente necessarie alla respirazione e forse evolutesi successivamente nelle branchie. La cavità orale espletava anche le funzioni dell'ano.

## Stile di vita
Gli studiosi, che lo hanno scoperto nella provincia cinese dello Shaanxi, hanno supposto che Saccorhytus si alimentasse risucchiando nutrimento (forse altri microrganismi) dai fondali oceanici dove viveva. Gli scarti venivano eliminati attraverso lo stesso cavo orale, attraverso il quale erano stati introdotti.